# Georgi Walerjewitsch Berdjukow
Georgi Walerjewitsch Berdjukow (russisch Георгий Валерьевич Бердюков; * 19. August 1991 in Chabarowsk, Russische SFSR) ist ein russischer Eishockeyspieler, der seit Juni 2022 erneut beim SKA Sankt Petersburg aus der Kontinentalen Hockey-Liga unter Vertrag steht und beim SKA-Newa Sankt Petersburg eingesetzt wird.

## Karriere
Georgi Berdjukow begann seine Karriere als Eishockeyspieler in der Nachwuchsabteilung von SKA Sankt Petersburg, für dessen zweite Mannschaft er von 2006 bis 2009 in der drittklassigen Perwaja Liga aktiv war. Anschließend spielte der Verteidiger ein Jahr lang für die Profimannschaft des Stadtnachbarn HK WMF Sankt Petersburg in der zweitklassigen Wysschaja Liga, wobei er in insgesamt 45 Spielen fünf Tore erzielte und ebenso viele Vorlagen gab.
Zur Saison 2010/11 kehrte Berdjukow zu SKA Sankt Petersburg zurück, für das er sein Debüt in der Kontinentalen Hockey-Liga gab. Parallel spielt er für die Juniorenmannschaft von SKA in der multinationalen Nachwuchsliga Molodjoschnaja Chokkeinaja Liga. In den folgenden Jahren  spielte er überwiegend für den HK WMF Sankt Petersburg in der Wysschaja Hockey-Liga und kam vereinzelt zu Einsätzen beim SKA in der KHL.
Im Januar 2014 tauschte ihn der SKA gegen Dinar Chafisullin vom HK Witjas, wobei Witjas zusätzlich eine finanzielle Entschädigung erhielt.
Ab Mai 2017 spielte Berdjukow bei Amur Chabarowsk und kam parallel bei Sokol Krasnojarsk zum Einsatz. Im September 2018 erhielt er einen Vertrag beim HK Lada Toljatti, für den er bis Oktober 2020 in der Wysschaja Hockey-Liga aktiv war. Anschließend gehörte er bis Juni 2022 dem Kader von Rubin Tjumen aus der gleichen Liga an, für das er über 150 Partien absolvierte. Im Juni 2022 wurde Berdjukow erneut vom SKA Sankt Petersburg verpflichtet und beim SKA-Newa Sankt Petersburg (ehemals HK WMF) in der WysHL eingesetzt.

### International
Für Russland nahm Berdjukow an der U20-Junioren-Weltmeisterschaft 2011 teil, bei der er mit seiner Mannschaft die Goldmedaille gewann. Zum Titelgewinn trug er mit einem Tor und zwei Vorlagen in sieben Spielen bei.

## Erfolge und Auszeichnungen
- 2011 Goldmedaille bei der U20-Junioren-Weltmeisterschaft

## Statistik
(Stand: Ende der Saison 2016/17)